# Methia occidentalis
Methia occidentalis är en skalbaggsart som beskrevs av Chemsak och Linsley 1964. Methia occidentalis ingår i släktet Methia och familjen långhorningar. Inga underarter finns listade i Catalogue of Life.